# Nectria pseudopeziza
Nectria pseudopeziza är en svampart som först beskrevs av Jean Baptiste Desmazières, och fick sitt nu gällande namn av Rossman 1979. Nectria pseudopeziza ingår i släktet Nectria och familjen Nectriaceae.  Arten är reproducerande i Sverige. Inga underarter finns listade i Catalogue of Life.